# Kirkkosaari (ö i Norra Österbotten, Uleåborg, lat 65,19, long 25,33)
Kirkkosaari är en ö i Finland.   Den ligger i kommunen Uleåborg i den ekonomiska regionen  Uleåborgs ekonomiska region  och landskapet Norra Österbotten, i den centrala delen av landet, 600 km norr om huvudstaden Helsingfors.